# 内郷高野町
内郷高野町（うちごう こうやまち）は、福島県いわき市の大字である。郵便番号は973-8401。

## 地理
いわき市中央部の内郷地区に属する。北で三和町合戸、好間町大利、好間町榊小屋、東で好間町上好間、内郷宮町、南で内郷白水町、南西で常磐藤原町、西で遠野町深山田、北西端で遠野町上根本とそれぞれ隣接する。概ね町村制施行以前の磐前郡高野村の流れを汲む地域である。二級水系夏井川水系新川上流域と左岸支流の高野川流域を主な範囲とする。川沿いの平野部には水田が広がり、山裾を中心に住宅地が広がるほかは大部分が山林に占められている。内郷御厩町内に所在するいわき中央警察署及び内郷綴町に所在する内郷消防署がそれぞれ管轄にあたる。

### 主な字
字
複数の字を持つが、「字」の表記はされない。
- 広萱
- 山崎
- 石畑
- 柴平
- 川平
- 岩作
- 平石
- 番所

- 上ノ台
- 銅目木
- 銅景
- 銅屋場
- 坂下
- 椚合
- 広町
- 北作

- 先達
- 表
- 馬四郎
- 杉平
- 中倉
- 石住
- 糯田
- 反田

- 高田
- 渡戸
- 五合田
- 沢
- 樅木下
- 道伝
- 銅屋作
- 関場

- 白狐
- 仁田町
- ジャク打
- 中ノ田
- 梨木平
- 板橋

### 山岳
- 三大明神山

### 河川
- 新川（二級水系夏井川水系）
  - 高野川

## 歴史
- 1879年1月27日 - 湯長谷藩領高野村が福島県内における郡区町村制の施行により磐前郡の村となる[4]。
- 1889年4月1日 - 町村制の施行により高野村が榊小屋村、大利村と合併し、磐前郡箕輪村が発足する。旧高野村域は箕輪村の大字となる[4]。
- 1896年4月1日 - 磐前郡と周辺郡との合併により石城郡が発足し、石城郡箕輪村となる[4]。
- 1955年2月11日 - 大字高野が箕輪村から内郷市へ編入され、内郷市の大字となる[4]。
- 1966年10月1日 - 内郷市が平市・磐城市・常磐市・勿来市、石城郡小川町・遠野町・四倉町・川前村・田人村・好間村・三和村、双葉郡久之浜町・大久村と合併しいわき市となり、いわき市内郷地区の大字となる[4]。

## 世帯数と人口
2023年10月31日現在の世帯数と人口は以下の通りである。
| 大字       | 世帯数  | 人口   |
| ---------- | ------- | ------ |
| 内郷高野町 | 628世帯 | 1540人 |

## 小・中学校の学区
市立小・中学校に通う場合、学区は以下の通りとなる。
| 番地 | 小学校               | 中学校                   |
| ---- | -------------------- | ------------------------ |
| 全域 | いわき市立高野小学校 | いわき市立内郷第三中学校 |

## 交通

### 道路
- 常磐自動車道・磐越自動車道
  - いわきジャンクション（ランプ路のごく一部）
- 福島県道66号小名浜小野線
- 一級市道白水高野線

## 施設
- いわき市立内郷第三中学校
- いわき市立高野小学校
- 高野花見山